# Monte Tahan
Il Monte Tahan (in Malay Gunung Tahan) è una montagna della Malaysia nello Stato di Pahang, sulla Penisola malese.
Si trova all'interno del Parco nazionale di Taman Negara.